# Tony Attwood
Anthony John Attwood (Birminghamn, 9 de febrer de 1952) és un psicòleg anglès, i autor de nombrosos llibres i publicacions sobre la síndrome d'Asperger i l'autisme d'alt funcionament.
Actualment viu a Queensland (Austràlia) i dirigeix una institució (a Brisbane) que s'ocupa de les persones amb síndrome d'Asperger. Autor de nombroses publicacions sobre l'espectre autista en general i sobre la síndrome d'Asperger en particular, és més conegut per al públic en general pel seu llibre publicat el 1998, titulat «Asperger's Syndrome: A Guide for Parents and Professionals» (La síndrome d'Asperger: una guia per a pares i professionals).

## Educació
Va obtenir una llicenciatura en psicologia per la Universitat de Hull, una M.A. en psicologia clínica per la Universitat de Surrey i un doctorat per la University College London, supervisat per Uta Frith.

## Investigacions i carrera professional
Entre els seus llibres inclou «Asperger's Syndrome: A Guide for Parents and Professionals» (La Síndrome d'Asperger: una guia per a pares i professionals), que s'ha traduït a 20 idiomes i proporciona informació sobre diagnòstic, problemes de relacions socials, problemes sensorials, control motriu i altres problemes típics que afronten les persones amb Asperger i les seves xarxes d'assistència.
Els seus altres llibres inclouen «The Complete Guide to Aspergers Syndrome» (La Guia completa de la síndrome d'Asperger), «Exploring Feelings for Young Children with High-Functioning Autism or Aspergers Disorder» (Explorant els sentiments per a nens petits amb autisme d'alt funcionament o amb síndrome d'Asperger), «From Like to Love for Young People with Aspergers Syndrome (Autism Spectrum Disorder): Learning How to Express and Enjoy Affection with Family and Friends» (Com estimar a un jove amb síndrome d'aspergers (trastorn d'espectre autista): com aprendre a expressar i gaudir afecte amb la família i amics).
Attwood també apareix en diversos vídeos a YouTube, on parla sobre diversos aspectes dels Aspergers.
Attwood fa una pràctica clínica en la seva clínica de diagnòstic i tractament per a nens i adults amb la Síndrome d'Asperger, a Brisbane, fundada el 1992.

### Entrenament cognitivo-afectiu
Attwood ha desenvolupat una sèrie d'eines, com a part de la teràpia cognitivo-conductual, per ajudar les persones amb síndrome d'Asperger, autisme d'alt funcionament i amb trastorn generalitzat del desenvolupament no especificat, per fer front a les dificultats en la gestió dels trastorns de l'estat d'ànim i l'ansietat. El conjunt d'eines creades per ell es coneixen amb el nom de CAT-kit (acrònim de Cognitive Affective Training (Entrenament cognitivo-afectiu)).

### Llibres
- Tony Attwood. Asperger's syndrome.  Jessica Kingsley Pub, 1998. ISBN 978-1-85302-577-8.
- Tony Attwood. The complete guide to Asperger's syndrome.  Jessica Kingsley Pub, 2006. ISBN 978-1-84310-495-7.
- Tony Attwood. Exploring Feelings.  Future Horizons Inc, 2004. ISBN 978-1-932565-21-8.
- Tony Attwood. Exploring Feelings: Anxiety.  Future Horizons Inc, 2004. ISBN 978-1-932565-22-5.
- Tony Attwood. Asperger's Diagnostic Assessment, 2004. ISBN 978-1-932565-17-1.
- Attwood, Tony. "Exploring Feelings DVD Cognitive Behaviour Therapy to Manage Anxiety, Sadness, and Anger" ISBN 978-1-932565-61-4
- Tony Attwood. From Like to Love for Young People with Aspergers Syndrome (Autism Spectrum Disorder): Learning How to Express and Enjoy Affection with Family and Friends.  Jessica Kingsley Pub, 2013. ISBN 978-0-857007-77-3.

### Selecció de publicacions recents
- Sofronoff K, Attwood T, Hinton S, Levin I. «A Randomized Controlled Trial of a Cognitive Behavioural Intervention for Anger Management in Children Diagnosed with Asperger Syndrome». «Autism Dev Disord». 2006. PMID: 17082978
- Sofronoff K, Attwood T, Hinton S. «A randomised controlled trial of a CBT intervention for anxiety in children with Asperger syndrome». «J Child Psychol Psychiatry». 2005;46(11):1152-60. PMID: 16238662
- Attwood T. «Frameworks for behavioral interventions.» «Child Adolesc Psychiatr Clin N Am.» 2003;12(1):65-86. doi:10.1016/S1056-4993(02)00054-8
- Foreword and Afterword for Lucy Blackman's autobiographic account «Lucy's Story: Autism and Other Adventures» (2001)